# ジョージ・デ・ルー・ミクルジョン
ジョージ・デ・ルー・ミクルジョン（George de Rue Meiklejohn, 1857年8月26日 - 1929年4月19日）は、アメリカ合衆国の政治家。共和党に所属し、ネブラスカ州副知事および連邦下院議員を務めた。

## 生涯
1857年8月26日、ミクルジョンはウィスコンシン州ウェヤウエガにおいて誕生した。ミクルジョンはオシュコシュ師範学校（現在のウイスコンシン大学オシュコシュ校）で学んだ。ミクルジョンはウェヤウエガ市内で高等学校の校長を務め、続いてアイオワ州リスカムの高等学校でも校長を務めた。ミクルジョンは1880年にミシガン大学法学部を卒業した。ミクルジョンは弁護士として認可を受け、ネブラスカ州フラートンで弁護士業を開業した。ミクルジョンはネブラスカ州ナンシー郡で1881年から1884年まで検察官を務めた。
1884年、ミクルジョンはネブラスカ州上院議員（当時のネブラスカ州議会は両院制だった）に選出された。ミクルジョンは1888年まで州上院議員を務めた。ミクルジョンは1886年に州上院議長を務めた。1887年、ミクルジョンは共和党の州大会で議長を務めた。また1887年と1888年に、共和党の州中央委員会でも議長を務めた。1889年、ミクルジョンはネブラスカ州副知事に選出され、1891年まで務めた。
1892年、ミクルジョンは共和党から連邦下院議員に選出された。ミクルジョンは1893年3月4日から1897年3月3日まで2期4年。連邦下院議員を務めた。1896年の選挙には立候補しなかった。1897年4月14日、ウィリアム・マッキンリー大統領はミクルジョンを陸軍次官補に指名した。ミクルジョンは米西戦争においてアメリカ軍の物資確保の任務を担当した。ミクルジョンは1901年3月に陸軍次官補を辞任した。
ミクルジョンは1901年に連邦上院議員に立候補したが、敗北した。ミクルジョンはネブラスカ州オマハで弁護士業を再開した。1918年、ミクルジョンはカリフォルニア州ロサンゼルスに移り、弁護士業を継続した。1929年4月19日、ミクルジョンはロサンゼルスにおいて死去した。ミクルジョンの遺体はカリフォルニア州グレンデールのフォレストローン墓地に埋葬された。